# La voz de la esperanza

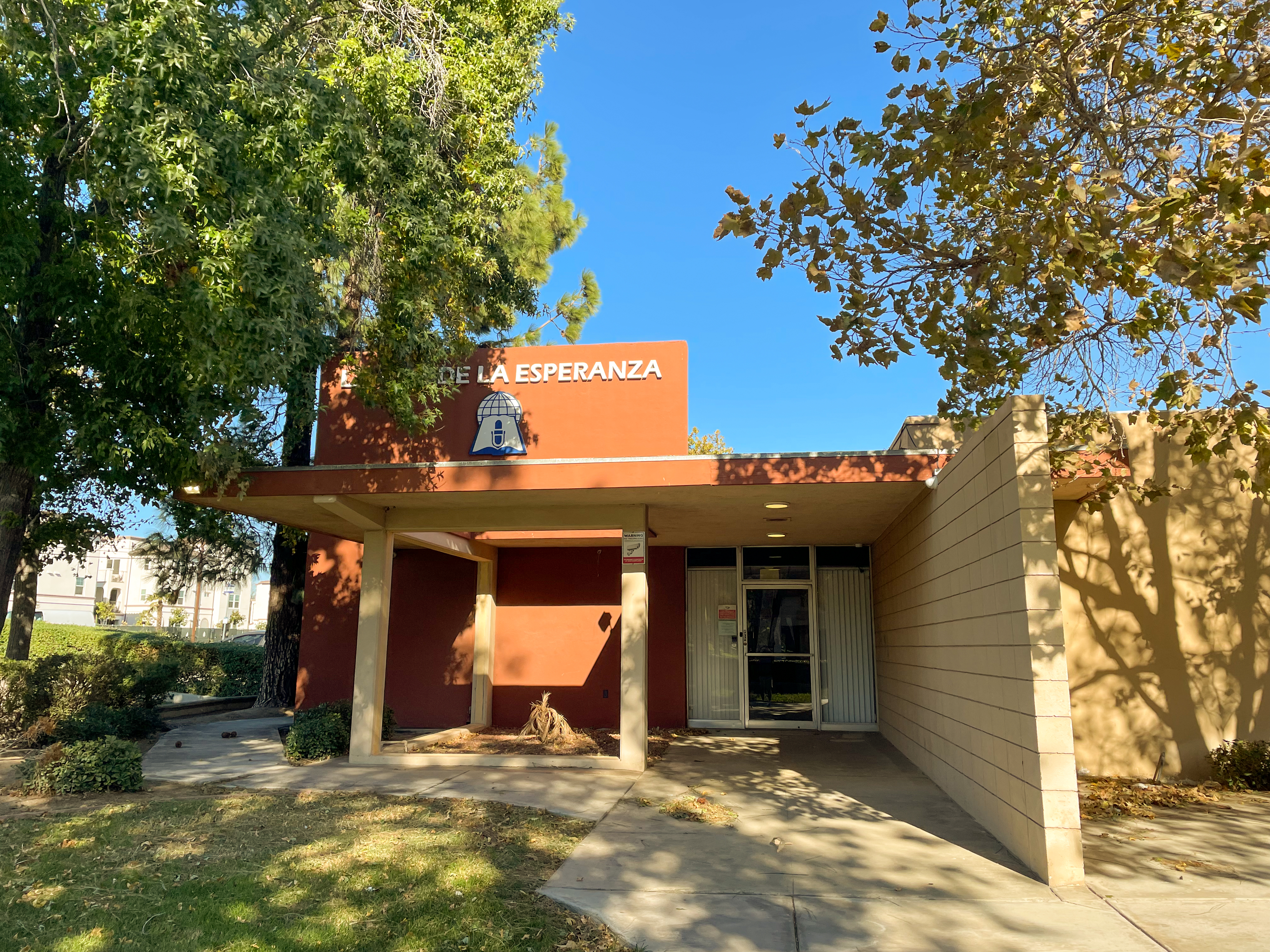
Sede de La Voz de la Esperanza en Riverside, California

La voz de la esperanza, primeramente conocida como La voz de la profecía (del inglés The Voice of Prophecy) es un programa radiofónico perteneciente a la Iglesia Adventista del Séptimo Día y fundado en 1929 por H.M.S. Richards en una estación de radio en Los Ángeles, pero que a través del tiempo se ha expandido a más ciudades de los Estados Unidos y Latinoamérica.
En Latinoamérica comenzó con el nombre de La Voz de la Profecía, en La Habana, Cuba, en el año 1942. El programa es transmitido semanalmente en más de 1000 emisoras en 35 países. Desde 1998 es conducido y dirigido por Frank González.
- En la actualidad a pasado a programación religiosa 24 horas relacionadas directamente con Iglesia Adventista del Séptimo Día.
  - La voz de la esperanza TV (español)
  - La voz de la esperanza TV (portugués)
  - La voz de la esperanza TV (inglés)
  - La voz de la esperanza Radio (español)
  - La voz de la esperanza Radio (portugués)
  - La voz de la esperanza Radio (inglés)
- A nivel mundial a través de diferentes medios en países donde es oficial o se habla ese idioma (internet, FM, TDT…)